# Jim Kerr
Pour les articles homonymes, voir Kerr.

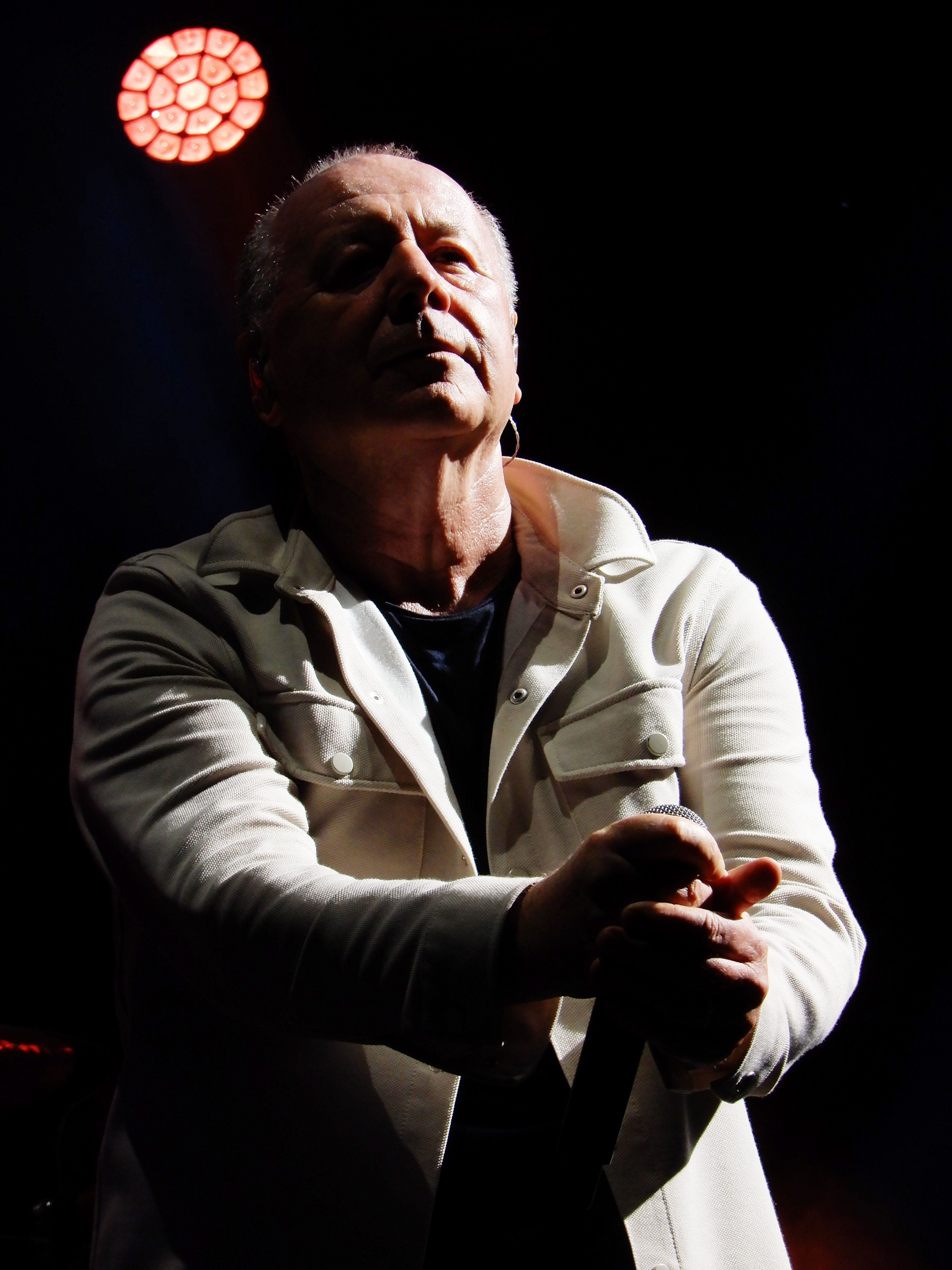
Jim Kerr à Cognac Blues Passion 2022

James « Jim » Kerr, né le 9 juillet 1959 à Glasgow en Écosse, est chanteur et compositeur du groupe Simple Minds depuis la fondation de ce dernier.

## Biographie
Adolescent, il a créé avec John Milarky, Charlie Burchill et Brian McGee un groupe punk nommé Johnny and the Self Abusers. La chanson The Jean Genie de David Bowie donne le nom du groupe (Simple Minds) qui lui apporte la gloire, en 1978.
Avec Simple Minds, Jim Kerr est à l'apogée de sa carrière durant la fin des années 1980 avec principalement les albums Once Upon A Time (1985) et Street Fighting Years (1989) qui furent des succès internationaux. À la suite du départ de Michael MacNeil, le succès n'était plus autant au rendez-vous. Dans les années 1990, lui et son ami Charlie Burchill sont les seuls restés au sein du groupe. Malgré le succès en Europe de l'album Real Life en 1991, sa carrière reste par la suite plus confidentielle. Lui et Charlie Burchill n'ont jamais quitté Simple Minds depuis 1975.
Le 17 mai 2010 est sorti son premier album solo sous le nom de Lostboy! AKA. Cry de Simple Minds était supposé devenir son premier projet solo, mais les circonstances entourant sa réalisation notamment une participation importante de Charlie changèrent sa destinée.
Jim Kerr est le frère de Mark Kerr (ancien batteur des Rita Mitsouko, et fondateur - chanteur - compositeur du groupe Maestro).

## Vie privée
Durant sa jeunesse il a effectué un tour d'Europe en stop avec Charles Burchill[pertinence contestée].
Il a été marié de 1985 à 1990 à la chanteuse Chrissie Hynde (The Pretenders), avec qui il a eu une fille, Yasmine née en 1985, puis de 1992 à 1996 à l'actrice Patsy Kensit, avec qui il a eu un fils né en 1993.
Après avoir habité Anvers, Jim Kerr partage sa vie entre Glasgow et Taormine en Sicile, dans une villa désormais ouverte au public, la Villa Angela, ce qui est aussi le cas pour les enregistrements studios de Simple Minds désormais[pas clair].
Il a été également présent dans le milieu du football et est de longue date supporter du club du Celtic Glasgow.

## Discographie solo
- Lostboy! AKA (2010).